# Frans hertshooi
Frans hertshooi (Hypericum × desetangsii) is een algemeen voorkomende kruising tussen Sint Janskruid (Hypericum perforatum) en Kantig hertshooi (Hypericum maculatum).  

## Kenmerken
Het blad heeft meestal weinig gaatjes. De kelkbladeren zijn iets breder dan bij Sint-Janskruid maar hebben altijd enkele tandjes (loep nodig). Het kelkblad heeft een aantal zwarte puntjes dat tussen Sint-Janskruid (weinig puntjes) en Kantig hertshooi (veel puntjes) in zit. De stengel heeft 2-4 lijsten en is 4-kantig.
Het is lastig dit taxon te onderscheiden van de stamouders, vooral omdat ze terug kan kruisen met de stamouders en zo bastaardzwermen vormt. Herkenning lukt nog het beste door naast het aantal lijsten, de kelkbladen (op aanwezigheid tandjes) en de bladeren (op aanwezigheid weinig doorzichtige puntjes) te bestuderen.

## Ecologie
De plant staat op zonnige of soms licht beschaduwde, droge tot vochtige, matig voedselarme tot matig voedselrijke, grazige en matig stikstofrijke, kalkarme tot kalkrijke grond. De plant groeit in ruige, droge, zure en schrale graslanden, in de zeeduinen en heiden, in lichte bossen en struwelen, in bosranden en houtwallen, in akkers, akkerranden en braakliggende grond. Verder op spoorwegemplacementen en –bermen, op industrie- en haventerreinen, in bermen en langs greppels, aan waterkanten en in afgravingen, tussen straatstenen en in plantsoenen.

## Verspreiding

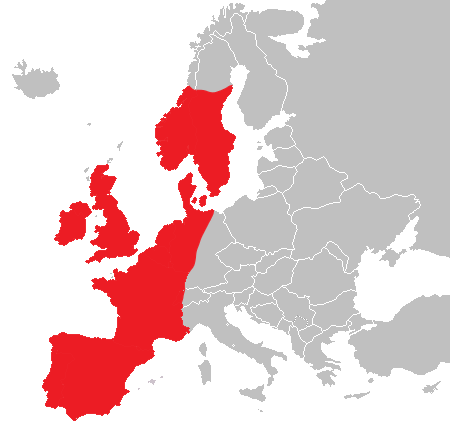
Europese verspreiding

Ze is van meerdere vindplaatsen in Europa bekend. 